# Reading
Reading (ejtése: /ˈrɛdɪŋ/) angliai város Berkshire megyében. Londontól 67 km-re nyugatra található, a Temze folyó partján. 
A középkorban Reading fontos központ volt, mivel kolostora jó kapcsolatot ápolt a királyi családdal. A 17. században nagyobb gazdasági hanyatlás következett be, melynek hatása hosszabb ideig tartott. Ma ismét fontos gazdasági központ, különösen az informatikai és biztosítási szektor jelentős. Reading egyetemi város is, két egyetemmel.
A város labdarúgócsapata a Reading FC.

## A readingi fegyház balladája(wd)
A readingi fegyházat 1844-ben nyitották meg és 2013-ban zárták be. A leghíresebb rab Oscar Wilde volt.
Wilde mintegy fél évvel a Reading Gaolból való kiszabadulása után írta, 1898-ban s nem a neve alatt, hanem C.33 fegyházi száma alatt adta ki. Már akkor is óriási feltünést keltett, megdöbbenve olvasták a költő ellenségei és kevés számú barátai egyaránt. Tárgya tekintetében nincs is párja a világirodalom történetében: eddig még nem volt rá eset, hogy igazi költő megírta volna a maga sinylődését a közönséges gonosztevők börtönében.
...

Téptünk kátrányos kötelet,

Vérző körmünk hasadt:

A másik állt, ajtót sikált,

Dörzsölt fényes vasat:

Sok rongyos ott padlót mosott

S csörgött a csajka-csat.

Varrtunk zsákot, törtünk követ,

Fúrtunk, zörgött a cink:

Izzadva vad malom alatt

Bőgtük zsoltáraink:

S szívünkbe csak a Rettegést

Hordoztuk csöndbe mink.

...

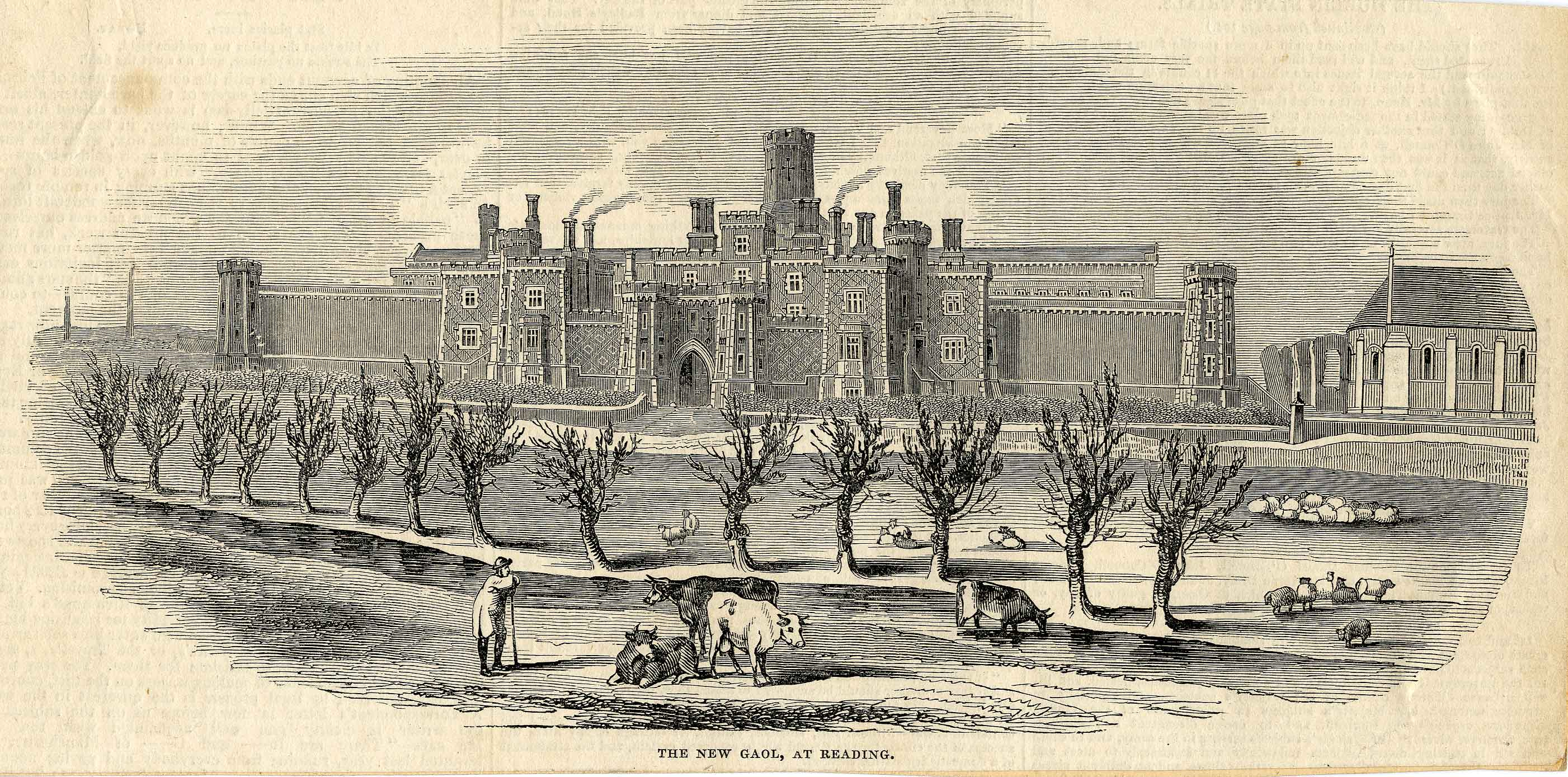
A readingi fegyház. Rajz 1844-ből

  (részlet: Kosztolányi Dezső fordítása)

## Híres emberek

### Itt született
- Mike Oldfield (1953) zeneszerző, zenész
- Ricky Gervais (1961) humorista, színész, rendező
- Sam Mendes (1965) filmrendező, producer
- Kate Winslet (1975) színésznő
- Natalie Dormer (1982) színésznő
- Kate Middleton (1982) hercegnő